# Stipoideae
Stipoideae es una subfamilia de la familia de las verdaderas hierbas (Poaceae), no reconocida por la mayoría de los botánicos.

## Clasificación
Tribu Ampelodesmeae

 Ampelodesmos

Tribu Anisopogoneae

 Anisopogon

Tribu Brachyelytreae

 Brachyelytrum

Tribu Lygeae

 Lygeum

Tribu Nardeae

 Nardus

Tribu Stipeae

 Achnatherum

 Aciachne

 Anemanthele

 Austrostipa

 Danthoniastrum

 Hesperostipa

 Lorenzochloa

 Jarava

 Nassella

 Orthachne

 Oryzopsis

 Piptatherum

 Piptochaetium

 Psammochloa

 Ptilagrostis

 Stipa

 Trikeraia

- Datos: Q1151552